# Великая осада Мальты
Вели́кая оса́да Ма́льты (мальт. L-Assedju l-Kbir) — осада острова Мальта в мае — сентябре 1565 года армией султана Османской империи Сулеймана I. В то время остров был занят рыцарским орденом госпитальеров. Осада явилась кульминацией соперничества между европейскими державами и Османской империей за господство в Средиземном море.
После захвата Сулейманом Родоса в 1522 году и восьми лет скитаний по Европе рыцари ордена перебрались в 1530 году на Мальту. Их преследовали османские корабли. Столкнувшись с каперской деятельностью госпитальеров, Сулейман Великолепный решил отправить свою армию на Мальтийский архипелаг. Конечной его целью было создание стратегической военно-морской базы. В конце мая 1565 года турецкая армия и флот под командованием Мустафы-паши и Пияле-паши прибыли на Мальту и осадили форты острова. Великий магистр ордена Жан де ла Валетт возглавлял рыцарей ордена, поддержанных итальянскими и испанскими наёмниками и мальтийским ополчением. Защитники укрылись в укреплённых городах Биргу и Сенглеа, ожидая помощи, обещанной королём Испании Филиппом II. Нападавшие начали осаду с атак форта Сант-Эльмо, который защищал вход в гавани. Рыцарям удалось удерживать форт в течение месяца, уничтожив значительную часть сил противника и затянув время. В начале июля турки начали осаду Биргу и Сенглеа. В течение трёх месяцев, несмотря на численное превосходство и силу артиллерии османов, все турецкие атаки были безуспешны. В начале сентября на Мальту прибыла армия во главе с вице-королём Сицилии, доном Гарсией де Толедо, и турки бежали, деморализованные неудачей и ослабленные болезнями и голодом.
Победа принесла ордену огромный престиж и возродила его славу как защитника христианского мира от мусульманской экспансии. Осада стала одним из самых известных событий в истории Европы XVI века. Вольтер сказал: «Ничто не известно лучше, чем осада, в которой удача подвела Сулеймана». Поражение, помимо больших потерь, не имело каких-либо серьёзных военных последствий для Османской империи, но подорвало веру в непобедимость османской армии и ознаменовало начало нового периода в истории Средиземноморья — испанского доминирования.
После окончания осады для защиты полуострова Шиберрас был построен новый город, который первоначально назывался Читта-Умилиссима (лат. Humilissima Civitas или итал. Città Umilissima), а затем был назван в честь Валетта, победителя османов (лат. Humilissima Civitas Valletta).

## Исторические источники
Франческо Чирни, участник Grande Soccorso (Большой помощи), описал свои собственные наблюдения и беседы с другими участниками обороны в книге «Cometarii d’Antonfrancesco Cirni Corso», вышедшей в 1567 году. Джованни Антонио Виперано, живший в Мессине во время осады, проехал по острову после осады и в том же 1567 году опубликовал свой труд «De Bello Melitensi Historia», содержащий описания свидетелей и собственные наблюдения автора. Генуэзский шпион Бреганте, следовавший с османским флотом, наблюдал за событиями со стороны турок и отправил в Геную свои заметки на пяти зашифрованных страницах. Его описание заканчивается июлем и в целом подтверждает западные источники. Самый подробный и точный отчёт оставил участник защиты острова Франческо Балби ди Корреджио, итальянский наёмник, служивший аркебузиром в испанском корпусе. Его описание осады под названием «La verdadera relación de todo lo que el anno de M.D.LXV ha succedido en la isla de Malta» было издано в 1566 и 1568 годах. Также свои воспоминания об осаде оставили Винченцо Анастаги (командир кавалерийского отряда в Мдине) и рыцарь ордена Ипполит Санс. Сохранилась переписка Жана де Ла Валетта с приорами ордена, с папой, с доном Гарсией и Филиппом II, переписка дона Гарсии, вице-короля Сицилии, с Филиппом II, донесения дома Мескиты в Мадрид.
Османских описаний осады сохранилось мало, и они довольно скудные. Помимо других причин, в Османской империи до 1729 года было запрещено книгопечатание, что сдерживало распространение информации. Сжатые рассказы содержатся у Ибрагима Печеви и Мустафы Селаники как вкрапления в более общие труды по истории. В архивах сохранились отчёты командующих, отправляемые в диван и султану, а также дипломатическая переписка европейских посланников при османском дворе со своими монархами.
Из трудов историков можно отметить Джакомо Бозио (1544—1627), брата ордена госпитальеров и его первого историка, который составил опубликованное в 1594 году наиболее полное описания осады в истории ордена «Dell’istoria della Sacra Religione, Giovanni di Santo dell’illustrissima milizia Gierosolimitano», а также Ричарда Ноллса.

## Предыстория
Орден госпитальеров был известен также как «орден иоаннитов» или «рыцарей Святого Иоанна», «рыцарей Мальты» и «рыцарей Родоса». В конце 1522 года Сулейман Великолепный захватил Родос после шести месяцев осады и изгнал орден с его базы. С 1523 по 1530 год орден не имел постоянного места. После многих колебаний и переговоров, вызванных взаимным недоверием между орденом и императором Священной Римской империи Карлом V, который опасался связей рыцарей с Францией, последний уступил давлению папы Римского Климента VII и отдал ордену остров Мальта. 26 октября 1530 года Великий магистр ордена Филипп Вильерс де Л’Иль-Адам прибыл в порт Мальты с частью своих последователей. Взамен орден должен был ежегодно отправлять вице-королю Сицилии одного сокола и торжественно служить мессу в День всех святых. Также орден не должен был поднимать оружие против императора. Но главной причиной, по которой Карл даровал остров ордену, был его расчёт, что рыцари будут защищать город Триполи на североафриканском побережье, который Испания сама охранять не могла, хотя Триполи в договоре о передаче острова не упоминался. Триполи находился на территории, контролируемой берберскими пиратами, союзниками османов.
Орден принял предложение неохотно, поскольку Мальта была маленьким, пустынным островом, и в течение долгого времени многие из рыцарей не оставляли надежд на возвращение на Родос. Морская деятельность рыцарей определила место их поселения — на северном побережье острова. Они выбрали скалистый полуостров Шиберрас, который с двух сторон окружали два больших залива — Марсамксет и Марса (теперь Великая гавань). Вильерс де Л’Иль-Адам понимал выгодное расположение полуострова, контролирующего оба залива, и планировал обустроиться там, но в итоге средств для этого не хватило. Рыцари поселились в существующем городке Борго (Биргу) на полуострове на другой стороне залива Марса. Весь полуостров Биргу был защищён со стороны моря фортом Сант-Анджело.
В 1535 году рыцари ордена приняли участие в захвате Туниса Карлом V. Они охотились на османские суда, а османские корсары, в свою очередь, охотились на корабли христиан. Этот тип войны, характерный для Средиземноморья, представлял собой по сути морское пиратство с обеих сторон под предлогом священной войны. Добыча пополняла финансы ордена и позволяла выполнять строительные работы, необходимые для возведения оборонительных сооружений.
В течение 1540-х годов османские пираты участили свои набеги. Поэтому в 1540-е годы под руководством великого магистра Хуана де Омедеса были проведены дополнительные строительные работы в ожидании очередного османского вторжения. Форт Сант-Анджело на Биргу (теперь Витториоза) был укреплён, было начато строительство двух новых фортов: форта Сант-Мишель на полуострове, расположенном южнее Биргу, и форта Сант-Эльмо на оконечности полуострова Шиберрас.В 1550 году рыцари напали на город Махдия, где базировались корабли Тургут-реиса (Драгута), и подожгли его. В отместку Драгут вместе с османским адмиралом Синаном-пашой высадился на Мальте в июле 1551 года и опустошил остров. Когда взять с наскока ни Биргу, ни Мдину не удалось, Драгут и Синан-паша перебрались на соседний остров Гозо, где несколько дней обстреливали цитадель. Губернатор Гозо, Джелатиан де Сесса, решив, что сопротивление бесполезно, открыл им ворота крепости. Корсары заняли город и захватили в плен практически всё население Гозо (около 5 тысяч человек). Затем Драгут и Синан отплыли на юг в Триполи, где 14 августа захватили гарнизон из рыцарей ордена. Первоначально они поставили губернатором местного бея Хадым Мурада-агу, но впоследствии бейлербеем Триполи стал сам Драгут.
Клод де ла Сангль, преемник Омедеса, развивал полуостров, расположенный южнее Биргу, укрепляя форт Сант-Мишель (в честь ла Сангля этот полуостров получил название Сенглеа). Форты были спешно построены за полгода в 1552 году, и Мальта превратилась в надёжную военно-морскую базу. Все три форта (Сант-Анджело, Сант-Мишель и Сант-Эльмо) сыграли важную роль в сопротивлении османской армии во время Великой осады. Положение острова в центре Средиземного моря делало его стратегически важным пунктом и позволяло контролировать водные пути между восточной и западной частями Средиземноморья. Тем не менее, несмотря на все вложения сил и средств в Мальту, рыцари продолжали думать о возвращении на Родос и рассматривали своё пребывание на Мальте как временное.
Следующие несколько лет были относительно спокойными, хотя накал борьбы между мусульманами и христианами не ослабевал. В 1557 году рыцари избрали Великим магистром ордена Жана Паризо де Ла Валетта. Он продолжал нападения на нехристианские суда, за время своего пребывания в должности великого магистра взяв в плен около 3 тысяч мусульманских и еврейских рабов.
В свою очередь к 1559 году Драгут причинил европейцам такой урон, не побоявшись даже совершить набег на побережье Испании, что король Филипп II организовал самую крупную морскую экспедицию за пятьдесят лет, чтобы изгнать пиратов из Триполи. Рыцари-госпитальеры присоединились к испанской эскадре, которая состояла из 54 галер и несла 14 тысяч человек. Эта неудачная кампания закончилась морской битвой в мае 1560 года, когда османский адмирал Пияле-паша разбил флот европейских держав у острова Джерба, захватив или потопив около половины их кораблей. Поражение у Джербы была катастрофой для христиан, эта битва ознаменовала высшую точку османского господства в Средиземноморье. После битвы у Джербы не оставалось сомнений, что турки снова нападут на Мальту. Этот остров имел огромное стратегическое значение для долгосрочных планов османов, поскольку мог служить плацдармом для захвата Сицилии, а Сицилия, в свою очередь, могла стать базой для вторжения в Неаполитанское королевство. В августе 1560 года обстановка накалилась настолько, что Жан де Ла Валетт отправил приказ всем рыцарям Ордена, находившимся не на Мальте, чтобы они готовились вернуться на Мальту, как только получат вызов. Турки совершили стратегическую ошибку, не перейдя в наступление сразу после Джербы, когда испанский флот был практически уничтожен: пятилетняя отсрочка позволила Испании восстановить свои силы.

## Подготовка

### Решение Сулеймана
Между тем мальтийцы продолжали нападать на турецкие корабли. В середине 1564 года Ромегас, самый известный моряк ордена, захватил несколько крупных торговых судов, в том числе тот, который принадлежал кызляр-аге, и пленил много высокопоставленных османских чиновников, включая бейлербея Каира, вали Александрии и бывшую кормилицу дочери Сулеймана. Нападения Ромегаса дали туркам формальный повод — casus belli, и, вероятно, к концу 1564 года Сулейман решил покончить с мальтийским орденом. Возможность мальтийской операции впервые обсуждалась на военном совете в октябре 1564 года. Сулейман Великолепный понимал, какие перспективы предоставляет стратегически удачное расположение Мальты с большими и хорошо защищёнными портами в центре Средиземного моря. Это расположение было особенно важно с учётом использования Мальты как базы для возможного завоевания Сицилии и южной Италии. При этом военные советники указали на трудность захвата Мальты и, в частности, на различие между Мальтой и Родосом, взятым в 1522 году. На расположенном недалеко от турецкого побережья и богатом сельскохозяйственными ресурсами Родосе было легко обеспечить осаждающую армию всем необходимым, в то время как Мальта была расположена вдали от османских территорий, её почвы и климат не позволяли получать богатые урожаи. В сочетании с невозможностью осенних поставок в Средиземном море из-за бурь Мальтийскую кампанию необходимо было начать и завершить в течение менее чем шести месяцев. В связи с озвученными сложностями операции на Мальте предлагались другие цели, такие как Ла Гулетта или Пеньон де Велес де ла Гомера, Венгрия или Сицилия. Но Сулейман выбрал Мальту. По мнению историков, его выбор был обусловлен именно её стратегически удачным географическим положением как форпоста для потенциального броска на Европу. Сердаром кампании, назначенной на весну следующего года, был назначен Мустафа Паша, капуданом — Пияле-паша, и им было приказано начать подготовку . 
«Я намерен завоевать остров Мальта, и я назначил Мустафу-пашу командующим в этой кампании. Остров Мальта — это штаб-квартира для неверных. Мальтийцы уже заблокировали маршрут, используемый паломниками-мусульманами и торговцами в восточной части Белого моря по пути в Египет. Я приказал Пияле-паше принять участие в походе с Имперским флотом».
Существует распространённое заблуждение, что осадой Мальты командовал Лала Мустафа-паша. Однако современники и историки однозначно указывают, что это был Кизилахметли Мустафа-паша. Согласно свидетельствам современников, султан приказал Мустафе-паше обращаться с Пияле-пашой как с возлюбленным сыном, а Пияле-паше — уважать и почитать Мустафу как отца (хотя Петремол, посол Франции в Константинополе, сообщал, что Сулейман назвал Мустафу-пашу «начальником предприятия»). Однако, по мнению историков, Сулейман совершил ошибку, не указав точно, кто кому подчиняется. Кроме того, султан не только разделил командование между Пияле и Мустафой, но и приказал ещё обоим подчиняться Драгуту. По словам Печеви, Сулейман приказал Мустафе и Пияле «не рассматривать и не приводить в действие ни один план без согласия Драгута».
В письмах от европейских шпионов в Константинополе содержалось предположение, что изначальный план состоял в том, чтобы сначала взять форт Сант-Эльмо. Шпионы не ошибались: 4 декабря 1564 года на диване при изучении плана Великой гавани, составленного османскими лазутчиками, было решено, что первой целью должен стать форт Сант-Эльмо, второй — форт Сант-Анджело. И это тоже, как показали события, было ошибкой.
У Мустафы и Пияле, вероятно, не было понимания, насколько тяжёлой будет эта кампания. Хаммер со ссылкой на историка Печеви писал, что великий визирь Семиз Али-паша, провожая армаду, саркастически заметил: «Вот два господина с развитым чувством юмора, любители опиума и кофе. Они отправляются на увеселительную прогулку к островам. Готов поспорить, что весь груз — это арабские бобы и мак». По словам историка Мустафы Селаники, современника событий, Али-паша добавил: «Они считают, что Мальта — это торт и хотят съесть его. <…> Пусть Бог даст хороший конец этому предприятию. Возможно, я не увижу их гибель. Только Бог знает, удастся ли нам преуспеть!»

### Приготовления к осаде
Согласно документам из османских архивов, уже осенью 1564 года Сулейман в письмах договаривался с североафриканскими беями о совместных действиях против Мальты. Но, как показывает дипломатическая переписка, европейские шпионы, даже посланники, жившие в Константинополе (Стамбуле), не знали намерений османов и цели нападения флота. В декабре французский посол Петремол всё ещё не знал цели османов, он сообщал только о подготовке мощного флота; по его оценкам, турки готовились выставить 30—40 тысяч сипахов и 15 тысяч янычар. Но уже в январе 1565 года посол Петремол сообщил в Париж Екатерине Медичи о слухах, что турки собираются напасть на Мальту. Такие же слухи доносили и Филиппу II, который проинформировал о них дона Гарсию де Толедо, вице-короля Неаполитанского королевства. Ранее такие же уведомления получил великий магистр Жан де Ла Валетт, который даже послал вызов членам ордена по всей Европе. Но и после отплытия армады окончательной ясности не было. Мальта была лишь одной из возможных целей, хотя и самой вероятной. Во время стоянки армады у Хиоса его жители в испуге предположили, что именно их остров является мишенью, но Пияле-паша только потребовал у них смолу для починки кораблей. Венецианский сенат разослал своим наместникам в колониях и капитанам своих судов приказ не провоцировать эскадру и избегать любых инцидентов. Спустя несколько дней после отправления флота Петремол смог доложить в Париж, что Франции нечего опасаться и что её территория не является целью нападения, однако что же именно является целью, Петремол не знал. По его сведениям, Пияле и Мустафа могли выбирать между Мальтой и Ла Гулеттой.
На Мальте укреплялись фортификационные сооружения, расширялись рвы, в подвалах форта Сант-Анджело накапливались большие количества пороха и съестных припасов. Де Ла Валетт приказал собрать урожай, даже уничтожив незрелое зерно, чтобы лишить нападавших возможности пополнять ресурсы на месте. Кроме того, рыцари отравляли все колодцы горькими травами и мёртвыми животными. Монастырь ордена, расположенный в Биргу, был хорошо защищён со стороны моря водами залива и фортом Сант-Анджело, но оборонительная линия со стороны земли была намного слабее и в основном состояла из насыпей. Такова же была ситуация и на Сенглеа. Рыцари Ордена были разделены по национальному признаку на «языки» (национальные провинции, или ланги: ланг Кастилии, ланг Прованса и так далее). В крепостях ордена существовала система, при которой каждый ланг отвечал за оборону определённого участка укреплений, а весь периметр был разбит на посты (или бастионы), называвшиеся по лангу, их оборонявшему. Среди укреплений Биргу самым известным стал Бастион Кастилии, находившийся на линии обороны Биргу с земли. Защита Мдины была возложена на его гарнизон под командованием португальского рыцаря дома Мескиты, основная часть войск сосредоточилась в Биргу и Сенглеа. Кавалерию разместили в Мдине, чтобы совершать рейды по тылам турецкой армии. Параллельно с этими приготовлениями на месте Ла Валетт активизировал дипломатические контакты в поисках помощи европейских правителей. Но большинство монархов не смогли или не захотели прийти на помощь: император Максимилиан II сдерживал турок у границ своей империи и не имел возможности распылять силы, Франция при Карле IX была ослаблена религиозными войнами, Елизавета I не собиралась поддерживать католиков и входить в союз с Испанией. В Италии большинство герцогств находилось в зависимости от испанцев, а независимые государства Венеция и Генуя с целью сохранения своих коммерческих интересов в Средиземном море (то есть — в Османской империи) не были склонны помогать ордену. Среди тех, кто мог оказать помощь ордену, остались только Святейший Престол и Испания. Папа оказал лишь финансовую помощь, но не помог войсками, требовавшимися Ла Валетту. Только Филипп II, чьи владения на Сицилии и побережье подверглись бы угрозе в случае падения Мальты, обещал отправить 25 тысяч человек армии к наместнику Сицилии, дону Гарсиа де Толедо.

### Силы сторон
Турецкая армада, вышедшая из Константинополя 22 марта (по словам Петремола, 30 марта), была, по общему мнению, одним из крупнейших флотов со времён античности. В оценке количества судов и людей в османской армии источники расходятся. В современных событиям источниках число турок оценивалось от 24 с половиной до 80 тысяч человек. Но наиболее правдоподобна оценка в 35 000 человек, из которых 12 000 были обученными воинами. Им противостояли от 6100 до 8655 защитников-христиан, из которых профессиональные солдаты, возможно, составляли половину.
Данные о силах сторон сведены в таблицы.
|          | Бозио           | Бальби                                                             |
| -------- | --------------- | ------------------------------------------------------------------ |
| Рыцари   | около 600       | 500                                                                |
| Наёмники | 1200            |                                                                    |
|          | от 3000 до 4000 | 3000 мальтийцев, 200 греков и сицилийцев, 400 человек, 500 гребцов |

|                        | Бозио | Бальби ди Корреджио | Ла Валетт                                                           | Ипполит Санс | Винченцо Анастаги | Дон Гарсия | Антуан Петремол                                     | Ричард Ноллс |
| ---------------------- | --- | --- | ------------------------------------------------------------------- | ------------ | ----------------- | ---------- | --------------------------------------------------- | ------------ |
| Количество судов       | 193, из них: 131 галера, 7 галиотов, 4 галеаса, транспортные суда                                                   | | 250                                                                 |              |                   | 160        | 150 галер, 8 галиотов, несколько транспортных судов | 177          |
| Количество солдат      | 6300 янычар, 10 000 сипахов различного происхождения, 3500 авантюристов, 6000 солдат, 13 000 религиозных фанатиков. | 9000 сипахов различного происхождения, 6000 янычар, 400 авантюристов из Митилены, 3500 других авантюристов, 4000 религиозных фанатиков, 6000 пиратов и матросов, некоторые еврейские купцы, желавшие захватить христианских рабов. Всего 28 500 человек. | 15 000-16 000, из них 7000 аркебузиров (4000 янычар и 3000 сипахов) |              |                   |            |                                                     |              |
| Общее число нападавших | 38 500 | Вместе с отрядами Драгута, Хасан-паши и Улуч Али 48 000 человек. | 40 000                                                              | 48 000       | 22 000            |            |                                                     | 44 900       |

## Осада

### Прибытие османской армии. 18 мая
Турецкая армада прибыла к острову на рассвете в пятницу 18 мая. 19 мая произошли первые стычки разведывательных отрядов рыцарей и турок и появились первые пленные и первые погибшие. Через день Османский флот подошёл к южному побережью острова, развернулся и, наконец, оказался на якоре в заливе Марсашлокк, в 10 километрах (6,2 мили) от Великой гавани. К рыцарям попал ренегат (бывший христианин, служивший у турок), который спрыгнул с османского судна и пробрался к христианам. По его словам, между османскими командующими были крупные разногласия, и Мустафе пришлось вытащить фирман султана, объявлявший его главным в кампании, и сунуть его в лицо Пияле-паше. Сообщение о разногласиях в командовании османских сил обнадёжило рыцарей. Также перебежчик дал сведения о составе армии: по его словам, флот перевозил 50 000 человек и запасы на полгода.
22 мая, ещё до прибытия Драгута, Пияле и Мустафа держали военный совет. Согласно большинству источников, в частности, Бальби, между сердаром Кизилахметли Мустафой-пашой и капуданом Пияле-пашой возник спор о том, где бросить якорь и с чего начинать боевые действия. Пияле хотел укрыться в гавани Марсамксет, к северу от Большой гавани, чтобы избежать сирокко и быть ближе к месту действий, но Мустафа не согласился, поскольку для стоянки флота было необходимо сначала подавить форт Сант-Эльмо, который охранял вход в гавань. Согласно этим сообщениям, Мустафа намеревался атаковать плохо защищённую бывшую столицу Мдину, которая находилась в центре острова, а затем напасть на форт Сант-Анджело и форт Сант-Мишель по суше. В этом случае нападение на форт Сант-Эльмо было бы совершенно ненужным. Тем не менее, Мустафа согласился на план Пияле, очевидно, полагая, что уничтожение форта Сант-Эльмо не займёт много времени, или вспомнив исходный план, принятый в Стамбуле. Отчёт о совете Мустафа отправил 23 мая в письме к Сулейману, описав разделение мнений, дискуссию и принятые решения. После того, как в конце мая турки перенесли пушки с кораблей, они начали обстрел форта. В то время как османы высаживались, рыцари и мальтийцы поспешно предпринимали последние усилия по укреплению обороны: Галерная бухта была перекрыта с моря длинной цепью, протянутой между фортом Сант-Анджело и Сенглея. После нескольких стычек между разведчиками турецкой армии и христианской кавалерией, которой командовал маршал ордена Гийом де Копье, рыцари ордена, столкнувшиеся с неравенством сил, решили держаться как можно дольше в своих крепостях.

Османы разбили главный лагерь в Марсе, недалеко от укреплений рыцарей. В последующие дни османы разбили лагеря и расположили батареи на холме Св. Маргариты и полуострове Шиберрас. Атаки на Биргу начались 21 мая, а Сенглеа была атакована на следующий день.

### Сражение за форт Сант-Эльмо. 24 мая—23 июня
Форт Сант-Эльмо был построен на полуострове Шиберрас у моря, в месте, расположенном ниже гор Шиберраса, что в итоге сыграло против рыцарей ордена, защищавших форт. Его гарнизон составлял к моменту осады 300 человек. Со стороны земли он был укреплён равелинами, защищавшими его вход, а со стороне моря — кавальером, возвышенным местом, служившим платформой для пушек. Но, как полагают историки, сосредоточив свои усилия на форте Сант-Эльмо согласно плану, турки совершили решающую ошибку. Правильно оценив, что турки будут стремиться обезопасить высадку флота и начнут кампанию с попытки захвата форта Сант-Эльмо, де Ла Валетт отправил в форт подкрепления и сконцентрировал там половину своей тяжёлой артиллерии. Он планировал продержаться до прибытия помощи, обещанной доном Гарсией, вице-королём Сицилии. Османы расположились на полуострове Шиберрас, там, где позже будет возведена Валлетта. 24 мая артиллерия была развёрнута, и началась осада Сант-Эльмо. В тот же день Жан де Ла Валетт получил ответ от вице-короля Сицилии, который просил время для сбора армии помощи и сообщал о невозможности отправить подкрепления немедленно. Обстрел форта из трёх десятков орудий продолжался в течение недели, де Ла Валетт по ночам эвакуировал раненых и вновь усиливал форт через гавань. По словам Бальби, участника защиты Биргу, сила выстрелов и взрывов была такова, что на другой стороне гавани в Биргу тряслись дома.
| |
| Осада Мальты, Данти, Игнатий, музеи Ватикана · В центре полуостров Шиберрас, на холме которого находится турецкая артиллерия, а конце полуострова — форт Сант-Эльмо в форме четырёхконечной звезды. · Справа, по другую сторону залива Марса, находится форт Сант-Анджело (с большим знаменем), связанный с городом Биргу. · Среди укреплений Биргу со стороны земли флагом ордена отмечен Бастион Кастилии. · Под Биргу, от которой они отделены бухтой, — Сенглеа и форт Сант-Мишель. · Через бухту виден построенный к 5 июля понтон между Биргу и Сенглеа. · Под полуостровом Сенглеа видна дамба с частоколом, построенная к 5 июля. · Над Биргу полуостров Калкара, где турки устанавливают батарею. · Слева от Шиберраса гавань Марсамксет, справа — Великая гавань. · В левом нижнем углу во врезке изображена Ла Валетта, которую построят после осады. |

В первые дни осады турецкие войска усилились с прибытием Драгута 2 июня. Как явствует из отчётов Мустафы-паши, Драгут не одобрил принятый в его отсутствие план начать с нападения на Сант-Эльмо, поскольку кавалерийский отряд, находившийся в Мдине, постоянно нападал на турецких снабженцев, искавших на острове провизию. Тем не менее, Драгут решил продолжить атаку на Сант-Эльмо. Он установил новые батареи, особенно на мысе Соттиле, напротив Сант-Эльмо на другой стороне залива Марса (где позже был построен форт Рикасоли), чтобы контролировать пролив между Биргу и Сант-Эльмо. Вторую батарею Драгут расположил на мысе Тинье, с другой стороны гавани Марсамксет. 3 июня отряду янычар удалось захватить равелин и ров, осаждённые сумели отбросить турецких атакующих, которые понесли тяжёлые потери. Подкрепление в форт удавалось доставлять по ночам, днём переправиться было уже невозможно из-за турецких пушек в Соттиле. 7 июня янычары совершили новое нападение на стены форта. После этого нападения на полуразрушенный форт, подвергавшийся непрестанному огню, командир истощённых защитников укрепления отправил посольство к великому магистру, чтобы попросить его эвакуировать людей и взорвать форт. Ла Валетт отказал им и просил остаться, надеясь на быстрое прибытие подкреплений из Сицилии. «Хуан де ла Серда и его лейтенант попытались убедить великого магистра отказаться от форта и заминировать его, потому что больше не было возможности защитить это место», — писал дон Гарсия Филиппу II. Согласно полученным Ла Валеттом сообщениям, прибытие помощи ожидалось 20 июня. 8 июня турецкие атаки продолжались, и отчаяние защитников форта было таково, что они вторично обратились к Великому магистру и подписали петицию с мольбой о немедленной эвакуации. Ла Валетт послал трёх комиссаров для оценки состояния форта. Один из них, неаполитанский рыцарь Костантин Кастриота, добровольно с сотней мужчин прибыл утром 10 июня, чтобы усилить гарнизон укрепления. Ла Валетт презрительно передал в форт, что у него есть надёжные люди на смену тем, кому нельзя доверять. Он также предложил «трусам спрятаться в Биргу». Пример Кастриоты и слова Ла Валетта привели к тому, что все защитники решили остаться в Сант-Эльмо.
10 июня два корабля попытались доставить некоторое подкрепление из Сиракуз, включавшее тех рыцарей ордена, которые не успели добраться на Мальту до начала осады, однако турецкий флот не дал им проскользнуть. Опасаясь прихода большего подкрепления, Драгут и Пияле решили усилить наблюдавший за побережьем и курсировавший вдоль берегов флот до сотни кораблей. Кавалерия маршала Копье при очередной вылазке уничтожила батарею на Соттиле, и Драгут решил восстановить и укрепить её в надежде на обрыв связи между Биргу и Сант-Эльмо. Он расположил для охраны орудий большое количество войск, в то время как новая батарея методично обстреливала и разрушала форт. Будучи убеждён, что защитники Сант-Эльмо истощены, Мустафа приказал аге янычар начать новую атаку в ночь с 10 на 11 июня, но она была отбита. Форт обстреливался теперь и по ночам. План Мустафы состоял в том, чтобы измотать защитников, не давая им передышки. На третью ночь он отправил войска в атаку с осадными лестницами, но и эта атака была отбита.

12 июня один из пленников сообщил туркам, что печь в Сант-Эльмо разбита пушечным ядром, и хлеб для защитников перевозят из Сант-Анджело, а перебежчик-водолаз заверил их, что, немного надстроив захваченный равелин, они получат контроль над всей территорией Сант-Эльмо. 15 июня Мустафа предложил осаждённым сдаться в обмен на сохранение жизни, но защитники форта отклонили это предложение. 16 июня османские галеры присоединились к обстрелу форта, добавив к батареям с земли огонь из своих орудий. За этой бомбардировкой последовал новый штурм, в течение которого даже рабы и наёмные гребцы галер, находившиеся в Сант-Эльмо, а также местные мальтийские солдаты, по сообщениям, сражались и умирали «почти так же смело, как и рыцари».
17 июня османские командующие провели новый военный совет, на котором обсуждалось, почему форт до сих пор не пал. Среди названных причин были определены ключевые:
| 1. пушки на восточной стороне форта Сант-Эльмо не давали атаковать с правой стороны. 2. выстрелы из пушек форта Сант-Анджело достигали на южной стороны полуострова Шиберрас (на оконечности которого располагался форт Сант-Эльмо) и тоже мешали атакам турок. 3. постоянный приток новых людей из форта Сант-Анджело по ночам позволял восстановить силы защитников форта Сант-Эльмо. |

Последнее было признано на совете важнейшим. Мустафа, Драгут и Пияле решили принять меры для нейтрализации батареи форта Сант-Анджело, стрельба которой приводила к многочисленным жертвам среди османских войск. Кроме того, это окончательно обрывало ночные связи между Биргу и Сант-Эльмо. Для этого на полуострове Калкара расположили новую батарею артиллерии, обращённую в сторону Сант-Эльмо, и возвели стену из камня и земли перед фортом Сант-Анджело, чтобы укрыть турецких аркебузиров. В ходе этих работ 18 июня Драгут смертельно пострадал от осколков. Бозио писал, что Драгут был убит выстрелом из форта Сант-Анджело. Точное описание его смерти дал Бальби. Драгута видели в скалистой траншее у орудий, где он спорил с турецкими артиллеристами. По настоянию Драгута, прицел пушки был настроен ниже, но при выстреле ядро задело край траншеи, кусок отвалился и ударил Драгута в голову, убив его. Принятые меры в итоге отрезали пути усиления гарнизона форта, а также исключили его возможную эвакуацию. 21 июня янычарам при поддержке батареи, расположенной на мысу Тинье, удалось захватить кавальер форта.
| |
| Осада Сант-Эльмо (деталь. Обезглавленные тела рыцарей, прибитые к доскам, и спасающиеся вплавь солдаты) Маттео Перес Алеччо Дворец гроссмейстеров Мальтийского ордена |

С этого момента турки могли обстреливать форт со стороны моря. 22 июня состоялся новый штурм. Ла Валетт безуспешно пытался отправить в Сант-Эльмо подкрепление. Захватив кавальер, османы беспрепятственно провели свои галеры в бухту Марсамксет — то, ради чего им и нужно было подавить сопротивление Сант-Эльмо. Утром 23 июня в канун Дня Святого Иоанна, покровителя ордена, османская армия начала окончательную атаку того, что осталось от форта. Оставшиеся 60 защитников Сант-Эльмо сопротивлялись до последнего. Порох закончился ещё накануне, они сражались только холодным оружием. Раненые в ноги привязывали себя к стульям и сражались сидя. Через четыре часа раненый рыцарь ланга Италии Фредерико Ланфредуччи со своего поста у гавани дал заранее оговорённый сигнал дымом, что форт пал. Мгновение спустя он был взят в плен, став одним из девяти оставшихся в живых христиан, захваченных в последнем сражении форта Сант-Эльмо пиратами Драгута, у которых жажда наживы взяла верх над эмоциями. Ещё несколько мальтийцев смогли спастись вплавь. Все остальные погибли, причём неизвестно, погибли ли они в бою или были убиты после пленения. В форте во время его защиты погибло более 1500 человек, включая около 120 (или 89) рыцарей ордена. Осада форта длилась почти пять недель, хотя турецкие инженеры были уверены, что Сант-Эльмо можно взять за несколько дней. Потери османской стороны оцениваются по-разному. Оценки колеблются от 6000 до более чем 8000 человек, также сообщалось о потере половины янычар и о произведённых 18 000 выстрелов из орудий. Мустафа велел обезглавить тела погибших рыцарей, распять их на крестах и бросить в залив. Пияле-паша был против такого бессмысленного и варварского акта. Де Ла Валетт ответил Мустафе обезглавливанием всех турецких пленников. По словам Верто, великий магистр сделал это, чтобы «научить Пашу воевать как солдат, а не как мясник». Далее их головы были либо заряжены вместо ядер в пушки, либо просто переброшены в сторону турок. Потери османов (включая и Тургут-реиса) были так велики, что, по словам Франческо Бальби, Мустафа-паша произнёс, вступив в Сант-Эльмо: «Если столь маленький сын так дорого обошёлся нам, то какую цену мы должны заплатить за отца?» Бальби свидетельствовал, что 23 июня вода Великой гавани была красной от крови.

### Реорганизация боевых действий. 24 июня — 4 июля
Мустафа переместил батареи с холмов полуострова Шиберрас на вершины гор Коррадино и Св. Маргариты, которые окружают полуострова Биргу и Сенглеа. Османы укрепили свои позиции, выкопав траншеи и возведя стены, чтобы предотвратить выход осаждённых. В конце июня 112 орудий, в том числе 64 крупного калибра, были готовы обстреливать два полуострова, на которых закрепились рыцари. Чтобы противостоять османам, у Ла Валетта были гарнизоны Биргу и Сенглеа, усиленные пятью отрядами, прибывшими из Мдины. У осаждённых по-прежнему было достаточно провианта, они также пользовались естественным родником, находившимся в Биргу. В речи к своим войскам великий магистр сообщал о нехватке провизии и боеприпасов среди нападавших, которые ещё больше, чем от голода, пострадали от болезней из-за отравления источников острова.
На протяжении всей осады форта Сант-Эльмо вице-король Сицилии дон Гарсиа из Толедо не решался выступить со своими войсками в защиту Мальты. Он боялся ослабить Сицилию, потеряв войска, поскольку ожидалось, что Сицилия станет следующей целью османов. Точно так же он опасался гнева Филиппа II в случае потери испанских галер. В качестве меры предосторожности он откладывал вступление своих войск в боевые действия, наблюдая за развитием ситуации на Мальте, тем более, что Филипп II официально приказал ему не спешить. По настоянию великого магистра дон Гарсия, напуганный падением Сант-Эльмо и подталкиваемый рыцарями ордена, которые не смогли доехать до острова до начала боевых действий, всё же решился отправить в конце июня четыре галеры, доставившие на остров около 700 человек, в том числе 42 рыцаря и отряд из 600 испанских пехотинцев под командованием рыцаря Мельхиора де Роблеса. Командование флота было доверено Хуану де Кардоне. Войска высадились на остров в ночь на 29 июня и пробрались по просёлочным дорогам в обход османов. К Биргу они пришли через Калкар. Это Soccorso piccolo («небольшое подкрепление») имело огромное значение для укрепления обороны Биргу и поддержания морального духа осаждённых. На следующий день, 30 июня, Мустафа предложил Ла Валетту капитуляцию, аналогичную принятой рыцарями на Родосе: сохранение жизни и возможность эвакуации на Сицилию в обмен на отказ от Мальты. Великий магистр отклонил предложение.

### Борьба за полуостров Сенглеа. 5 июля—7 августа
|                                                          |
| Турки перетаскивают суда из Марсамксета в Великую гавань |

5 июля Мустафа приказал провести двойную атаку на полуостров Сенглеа. По его приказу 100 небольших судов было перетащено через гору Шиберрас в Великую гавань, тем самым они избегли обстрела со стороны пушек форта Сант-Анджело. Этот манёвр позволил ему атаковать Сенглеа как с моря, так и с земли, сосредоточив свои атаки на форте Сант-Мишель, предположительно, самом слабом после Сант-Эльмо. Его целью было напасть с моря с тысячей янычар, в то время как пираты атаковали бы форт Сант-Мишель на Сенглеа с суши. После падения Сенглеа османы смогли бы атаковать Биргу и форт Сант-Анджело со всех сторон. К счастью для мальтийцев, перебежчик предупредил де Ла Валетта о предстоящей атаке, и тот построил прибрежную дамбу со сваями, вбитыми в море, соединёнными железной цепью, и соорудил понтон между Биргу и Сенглеа, чтобы облегчить связи между двумя фортами. Тем не менее, эта попытка была успешна в том, что турецкие суда не попали в зону обстрела (радиусом менее 200 ярдов) батареи рыцарей, расположенной у форта Сант-Анджело.
Для обеспечения атаки с галер со стороны моря лучшие пловцы турецкой армии были отправлены с топорами, чтобы попытаться разбить плотину, построенную защитниками вдоль побережья Сенглеа. Турки были прямо в воде отбиты мальтийцами, вооружёнными ножами. На следующий день турки снова попытались уничтожить дамбу с частоколом и опять неудачно. Атаки с земли тоже не удались, поскольку дополнительные силы смогли перейти из Биргу к форту Сант-Мишель по понтону, в результате чего Мальта ещё на один день была спасена.
После этого турки окружили Биргу и Сенглеа примерно 65 осадными пушками и подвергли город обстрелу, невиданному в истории до того времени (Бальби утверждает, что в ходе осады турками было использовано 130 000 пушечных ядер). В это время Хасан-паша, сын Барбароссы и бейлербей Алжира, приплыл из Африки на 28 судах и присоединился к армии Мустафы и Пияле с примерно 2500-5000 солдат. Сначала вновь прибывшие посмеивались над турецкой армией за длительную осаду Сант-Эльмо, но 15 июля Мустафа отправил их на штурм Сенглеа. В этот день состоялась двойная атака на полуостров: с земли и с моря, благодаря наличию галер, перетащенных из гавани Марсамксет. Хасан-паша руководил штурмом с суши, его лейтенант Канделисса — с моря. Со стороны форта Сант-Мишель им противостояли люди шевалье де Роблеса. Нападавшим с моря удалось закрепиться на берегу. Внезапный взрыв порохового склада, расположенного вблизи бастиона, обвалил часть стен и открыл пролом для атаки Османской империи. Но туркам не удалось воспользоваться этой возможностью, поскольку по понтону из Биргу на помощь опять прибыло подкрепление. Наблюдая за атакой, Мустафа решил напасть с третьей стороны, совершив новую высадку на оконечности Сенглеа с северной стороны, чтобы отогнать защитников форта от пролома. Для этой цели на десяти судах он отправил 1000 янычар, готовых вступить в бой, но османские суда были уничтожены скрытой батареей форта Сант-Анджело. Только одному из десяти кораблей удалось добраться до места, остальные девять затонули в бухте Марса. Штурм с третьей стороны захлебнулся, но с первых двух направлений продолжался в течение почти пяти часов, пока Хасан не отступил, поняв, что потерял около 3000 человек. Христиане взяли живыми только двух пленников, и толпа разорвала их на части

После этой крупной неудачи Мустафа-паша решил положиться на стратегию, обещавшую меньшее количество потерь людской силы: обстреливать два полуострова непрерывно. По его плану, турки могли бы пойти на штурм, как только в стенах будут пробиты бреши. Мустафа также рассчитывал на усталость защитников и исчерпание их ресурсов. В это же время османские силы замкнули кольцо блокады двух полуостровов: флот Пияле-паши предотвращал любую высадку подкреплений, в то время как отряды Мустафы-паши и батареи пушек замыкали кольцо с суши.
|                                                                                                   |
| Обстрел бастиона Кастилии (деталь). Маттео Перес Алеччо Дворец гроссмейстеров Мальтийского ордена |

В этот период, в отсутствие подкреплений извне, единственной помощью, пришедшей к осаждённым, была новость о полной индульгенции от папы для всех, кто отдаст жизни при защите Мальты. Жан де Ла Валетт использовал эту новость для мотивации и поднятия духа мальтийского гражданского населения. Утром 2 августа канонада удвоилась по интенсивности, она была слышна на Сицилии в Сиракузах и Катании. Это была прелюдия к турецкой атаке — в тот же день через пролом в стене форта Сант-Мишель 6 тысяч турок напали на бастион, защищаемый Роблесом. После пяти безуспешных атак в течение шести часов османы опять возобновили обстрел. Почти уничтожив один из ключевых бастионов города, Мустафа-паша приказал провести 7 августа ещё одну массированную атаку по двум направлениям одновременно (штурм и форта Сант-Мишель, и Биргу). В то время как Пияле-паша во главе 3 тысяч человек атаковал в Биргу бастион Кастилии, сам Мустафа с 8 тысячами человек штурмовал форт Сант-Мишель на Сенглеа. Нападение Пияле на Биргу было с большим трудом отбито. Отрядам Мустафы-паши удалось через несколько проломов ворваться в бастион. Защищая город, в боях принимало участие гражданское население, люди отчаянно сопротивлялись. Оба полуострова были атакованы одновременно и поэтому не могли помогать друг другу. Эта битва длилась 8 часов.
Ситуация была критической. Казалось уже, что осада закончилась и защитники острова обречены, но в этот момент Мустафе сообщили о нападении христиан на турецкий лагерь. Мустафа опасался, что это прибыла ожидавшаяся помощь к осаждённым, он скомандовал отступление и повёл войска в лагерь для его защиты. В лагере Мустафа увидел, что вражеской армии там не было. Лагерь подвергся нападению по инициативе дома Мескиты, губернатора Мдины. Кавалерийский отряд из 200 человек под командованием капитана Винченцо Анастаги совершил вылазку из Мдины. Быстрым налётом они перебили охрану, раненых и лошадей, подожгли палатки и уничтожили провизию. Мустафа был в ярости как от ущерба, причинённого небольшим отрядом, так и из-за упущенного успеха на Сенглеа. Тем не менее, он оставил атаки в тот день по причине усталости своих людей.

### Борьба за форт Сант-Мишель и Биргу. 10—19 августа
После нападения 7 августа турки возобновили бомбардировку форта Сант-Мишель и Биргу, совершив по крайней мере ещё один крупный штурм 19—21 августа. Что на самом деле произошло в те дни интенсивных боев, не совсем ясно. В описании кульминации осады Бозио сообщал, что в последующие дни Мустафа-паша решил осуществить подрыв крепостных валов, чтобы помочь артиллерии в её разрушении. В форте Сант-Эльмо, построенном на скале, этот метод применить было нельзя, но крепостные стены Биргу были возведены на земле. Команды турецких и египетских сапёров выкопали туннели, чтобы подорвать главный вал бастиона Кастилии. В то же время строилась осадная башня, которая с помощью поднятого моста позволила бы нападающим ворваться на стены. Новый план штурма заключался в следующем: после начала крупной атаки на форт Сант-Мишель надо было дождаться, когда защитники Биргу отправятся на помощь и пройдут понтон, в этот момент планировалось взорвать подкоп под бастионом Кастилии. Полученный обвал стен позволил бы солдатам Пияле напасть на ослабленный бастион. 18 августа команды сапёров объявили, что подкоп готов и что взрыв позволит обрушить вал.
Между тем наёмная армия для помощи ордену была сформирована, и в середине августа дон Гарсия направил об этом сообщение Жану де Ла Валетту, пообещав прибыть во главе армии из 12 000 человек. Помимо испанской армии его должен был сопровождать отряд в 4000 солдат из Италии. Прибытие обещалось до конца августа, но Валлетт больше не верил в обещания вице-короля Сицилии и рассчитывал лишь на собственные силы.
Войска нападавших серьёзно пострадали и поредели из-за потерь, понесённых с начала осады. Оставшиеся в живых, бывшие менее опытными, чем погибшие, всё чаще отказывались атаковать. Утром 18 августа Мустафа перебросил свои войска в Сенглеа к форту Сант-Мишель. Однако Ла Валетт догадался не посылать туда помощь, чтобы не оголять оборону Биргу, где турки рыли подкопы для подрывов укреплений. Мустафа распорядился взорвать мину, расположенную под бастионом Кастилии. Этот взрыв проделал в стене пролом, в который ворвались войска адмирала Пияле-паши. Столкнувшись с беспомощностью своих войск, Ла Валетт сам взялся за меч. Бозио описал, как 70-летний де Ла Валетт спас ситуацию, лично поведя навстречу туркам около сотни солдат. По словам Бальби, великий магистр побежал к «месту, находящемуся под угрозой, где его появление произвело чудеса. С мечом в руке он оставался в самом опасном месте, пока турки не ушли». Также Бальби писал, что турки были уже внутри стен. Бозио не упоминал о взрыве. В его описании паника началась после того, как горожане увидели турецкие штандарты за стенами. Великий магистр побежал туда, но не обнаружил турок. В то же время от дружественного огня — канонады из форта Сант-Анджело, вызванной паникой, — погибло несколько горожан. Турки отступили, чтобы возобновить нападение ночью, так и не заняв бастион Кастилии. Однако эта атака привела к большим потерям среди защитников, а укрепления Биргу серьёзно пострадали и ослабли.
В течение целого дня 19 августа османы продолжали штурм, пытаясь захватить форт Сант-Мишель и бастион Кастилии. Когда турки придвинули осадную башню, отряд рыцарей из форта вышел для её уничтожения. Вылазка была неудачной, командовавший вылазкой племянник Ла Валетта погиб. В итоге башня была разрушена цепными ядрами, которые пробили её основание. Мустафа также пытался использовать ядро, заполненное гвоздями и другими поражающими элементами, чтобы уничтожить защитников, но им удалось спрятаться от бомбы на другой стороне стен перед её взрывом. В этот день Ла Валетт был ранен в ногу. 20 августа боевые действия продолжались, как против Биргу, так и у Сенглеа.

### Борьба за форт Сант-Мишель и Мдину. 23 августа—7 сентября
В лагере защитников после нового штурма 23 августа совет ордена решил, что для концентрации сил и ввиду бедственного состояния форта Сант-Мишель и Биргу надо всем оставшимся в живых отступить в форт Сант-Анджело. Однако Ла Валетт не согласился, поскольку Сант-Анджело был слишком мал для всех защитников и провизии. Он отказался бросить гражданское население и спрятаться в форте. Кроме того, с разумной точки зрения, уступить Биргу и форт Сант-Мишель туркам и укрыться в Сант-Анджело означало подвергнуться обстрелам со всех сторон и с малого расстояния. Пока была возможность, надо было удерживать и Биргу, и Сенглеа и заставить осаждающих распылять силы, снижая эффективность взрывов и нападений.
В конце августа у турецкой армии иссякли запасы пороха, пушки выходили из строя после нескольких недель интенсивной стрельбы. Корабли с боеприпасами, посылаемые из Туниса, перехватывались христианскими каперами, а поставки продовольствия скудели. В начале сентября изменилась погода. В этот период обострился конфликт между османскими военачальниками. Столкнувшись с тупиковой ситуацией, Мустафа начал рассматривать возможность провести зиму на острове. Он решил захватить Мдину, которая казалась лёгкой целью, и, возможно, перезимовать в ней. При задержке кампании до середины сентября отплытие армии было уже невозможно, поскольку Средиземное море слишком опасно для навигации галер осенью. При этом Пияле-паша категорически отказывался от зимовки, потому что не знал, насколько безопасна при зимних ветрах гавань Марсамксет. Кроме того, она не была приспособлена для длительной стоянки кораблей и не годилась в качестве безопасного убежища для турецкого флота.
Повторные неудачи у Биргу и Сенглеа в сочетании с дизентерией, которая косила османские ряды, ещё больше подорвали моральный дух турецких войск. Мустафа единолично принял решение об атаке на Мдину. Плохо защищённый и подготовленный город защищался только малым гарнизоном. Дом Мескита, губернатор, переодел крестьян-беженцев в солдат и отправил их на валы, чтобы создать со стороны видимость большого гарнизона, а также приказал начать стрелять из пушек в приближающихся турок со слишком большого расстояния. Это был блеф, но обессиленные сопротивлением Сант-Эльмо и дизентерией деморализованные турки решили, что в городе предостаточно солдат и боеприпасов и отступили.
Осада Биргу и Сенглеа продолжалась в виде подкопов и стрельбы между защитниками и нападавшими. Османы регулярно совершали нападения на бастион Кастилии и форт Сант-Мишель.

### Спасение (Grande Soccorso)
|                                                                                             |
| Снятие осады Мальты, Шарль-Филипп-Огюст Ларивьер (1798—1876) Зал Крестовых походов, Версаль |

В Мессине, по приказу Филиппа II, дон Гарсия сформировал армию, включив в неё пехотинцев из Неаполитанского королевства. 25 августа вице-король во главе армии из 8 тысяч солдат направился к острову Линоза, к западу от Мальты. 28 галер дона Гарсии пострадали от шторма, и он на пару дней задержался на западном побережье Сицилии для ремонта. На Линозу флот прибыл 4 сентября. Последнее сообщение, полученное доном Гарсией от Жана де Ла Валетта, пока связь ещё была возможна, сообщало, что турки контролируют заливы Марсаксокк и Марсамксет. Ла Валетт указывал на заливы Меллиена или Мгарр как подходящие для высадки. Потрёпанный порывами ветра флот дона Гарсии приплыл к Гозо только 6 сентября, избегнув встречи с османским флотом, тоже пострадавшим от ветра. Утром 7 сентября армия высадилась на пляже Меллиена. Дон Гарсия, высадив солдат, возвратился на Сицилию с галерами и обещал вернуться через неделю с новыми подкреплениями. Командование армии он передал Асканио де ла Корна. Выйдя с острова, испанский флот прошёл мимо залива Марса и отдал залпами честь гарнизону Сант-Анджело, оповестив и нападавших, и защитников о прибытии помощи.
Переоценив силу христианской армии, Мустафа-паша приказал снять осаду и грузиться на корабли. Утром 8 сентября высоты над Биргу и Сенглей были свободны от турок. Тем не менее, получив донесения от разведчиков, что армия не так велика, как он боялся, сердар осознал свою поспешность. Армия, прибывшая на помощь рыцарям, составляла всего около 6 тысяч человек, в основном испанцев, что было далеко от обещанных Валетту 16 тысяч. Турецкий военный совет принял решение об немедленной обратной высадке войск, что позволило бы перехватить инициативу атакой на вновь прибывшие силы.
Вечером 7 сентября Ла Корна, осторожно продвигаясь и игнорируя повторную высадку турок, разбил лагерь на высотах недалеко от деревни Наксхар. На следующий день, 8 сентября, посланники Ла Валетта сообщили ему, что турецкая армия в количестве 9 тысяч человек опять высадилась и направилась ему навстречу. Размещённые на вершинах люди Ла Корны, разъярённые после прохода по разорённому и обезлюдевшему острову, в гневе напали на турок, не дожидаясь приказа. Турецкие солдаты, ослабленные долгими месяцами осады и деморализованные своими неудачами, были разгромлены, они с трудом добрались до залива Святого Павла, где располагались галеры Пияле-паши. Сам Мустафа-паша чуть не попал в плен. Вечером 12 сентября, после последнего боя во время погрузки турецкой армии, весь османский флот вышел из залива Святого Павла и взял курс на Константинополь, оставив Мальту навсегда.

## Итоги

### Потери
После отплытия турок Мальта осталась опустошённой: деревни сожжены и разграблены, Биргу и Сенглеа лежали в руинах. Источники воды были отравлены самими рыцарями ещё до осады, продукты питания исчерпаны, казна ордена опустела, особенно после распределения вознаграждений наёмникам, которые пришли на помощь острову. Число жертв с обеих сторон спорно, так же, как и число нападавших. Рыцари потеряли треть своего состава, а Мальта потеряла треть своих жителей. В конце осады у Ла Валетта осталось 600 человек: умерло 260 рыцарей, а также 8 тысяч наёмников и мальтийцев. Бальби сообщает о смерти 35 тысяч турок, что кажется неправдоподобным, а Бозио оценивает число жертв в 30 тысяч, включая моряков. Современные оценки военных историков, исследовавших турецкие архивы, сводятся к цифре в 10 тысяч человек, погибших от боевых действий и от болезней, хотя среди добровольцев и пиратов, о которых турецкие источники не писали, потерь должно было быть гораздо больше. Британника называет такие цифры потерь: от 3 до 6 тысяч — защитники острова, от 20 до 40 тысяч — турки.

### Значение для османов
Для османов кампания была неудачна, особенно из-за потери части опытных войск. Поражение не имело для них серьёзных последствий, не считая гибели людей; но Сулейман, в гневе от поражения своих армий, готовился сам отправиться на Мальту, сказав: «Мои армии торжествуют только со мной» («Только в моей руке мой меч непобедим»). Султан сразу же начал подготовку к новой экспедиции, и осенью 1565 года арсеналы и верфи Константинополя удвоили свою активность. Однако пожар в начале 1566 года уничтожил строящиеся суда, что сделало невозможным нападение на Мальту в том году. Затем Сулейман отложил планы о захвате Мальты, возглавив армии в Венгерской кампании, и умер при осаде Сигетвара в возрасте 72 лет. Во время своего долгого правления Сулейман, победитель многочисленных кампаний в Африке, Азии и Европе, потерпел только две неудачи — у Вены в 1529 году и на Мальте в 1565 году. Наследовавший ему сын Селим II не планировал экспедиции на Мальту.

### Слава ордена
Ничто не известно лучше, чем осада, в которой удача подвела Сулеймана. 
Оригинальный текст (фр.) Rien n'est plus connu que ce siége où la fortune de Soliman échoua.Вольтер
Для госпитальеров эта победа имела тем большее значение, что ордену было бы трудно справиться с потерей Родоса, а затем и Мальты, менее чем за полвека. Слух о победе разнёсся по всей Европе, её отмечали даже в Англии, где Елизавета I велела звонить в колокола в честь победы. Ордену победа над османами принесла огромный авторитет в христианском мире и подтвердила его роль как защитника христиан от мусульманской экспансии. Приказом великого магистра Жана де Ла Валетта предписывалось праздновать с особой торжественностью праздник Рождества Богородицы 8 сентября во всех орденских церквях в благодарность за победу над турками. Несмотря на то, что угроза нападения турок оставалась, новых атак не последовало, тогда как сам орден продолжал нападения на османские корабли. Рыцари ордена отбросили мечты о возвращении на Родос. Два города Биргу и Сенглея были переименованы соответственно в «Витториозо» («победоносный») и «Инвитта» («непобедимый») в знак благодарности за их героическое сопротивление.

### Судьба известных участников осады

#### Защитники
Жан де Ла Валетт был ключевой фигурой в победе над османами, показывая личный пример и продемонстрировав способностью поощрять и удерживать людей. Великий магистр стал знаменит по всей Европе. Победа имела большое значение, поскольку объединила королей Европы в союзе против ранее казавшихся непобедимыми османов; результатом этого стал разгром османского флота в битве при Лепанто через семь лет. Благодаря этой победе для Мальты начался долгий период процветания. Благодарная за героическую борьбу Европа начала вкладывать деньги в укрепление острова, что позволило де Ла Валетту заложить на горе Шиберрас город-крепость. Сначала он назывался «Скромнейшая» («Читта Умилиссима»; лат. Humilissima Civitas или итал. Città Umilissima), а затем был назван в честь Ла Валетта, победителя османов (лат. Humilissima Civitas Valletta). Филипп II даровал Валлетту почётный меч большой ценности как свидетельство уважения. Папа предлагал великому магистру достоинство кардинала, от которого Ла Валетт отказался, посвятив себя восстановлению острова. Жан де Ла Валетт умер 21 августа 1568 года от последствий инсульта и был похоронен в соборе Св. Иоанна в городе, который носит его имя.
Винченцо Анастаги, командовавший кавалерией в Мдине, чья вылазка 7 августа 1565 года спасла Мальту, прожил до 1586 года. Он был убит другим рыцарем ордена, и обстоятельства этого убийства не объясняются. Его портрет, написанный в 1571—1576 годах, считается одной из лучших работ Эль Греко в этом жанре.
Дон Гарсия де Толедо, вице-король Неаполя, является самым неоднозначно оцениваемым участником событий. Ему не могли простить промедления при подготовке и отправлении помощи на Мальту. Отзывы о нём были таковы: «Он потерял репутацию». Однако военные высоко ценили его опыт, и дон Хуан Австрийский обращался к нему за советами. Умер Гарсия де Толедо в 1577 году в своей постели.

#### Осаждавшие
Пияле-паша и Мустафа-паша вернулись в Константинополь (Стамбул), послав заранее сообщение о поражении, чтобы не попасть под горячую руку султана. Им было велено зайти в порт ночью, чтобы не пугать жителей видом потрёпанных галер. Военачальники обвиняли друг друга в поражении перед султаном; оба они сохранили жизнь. Тверитинова предположила, что Мустафа был казнён, однако это, судя по всему, не так. Мустафа был лишь понижен в должности, через год он занимал пост пятого визиря. Он принимал участие в Венгерском походе Сулеймана в 1566 году, а скончался в 1568/69 году в долине Арафат во время хаджа. Пияле-паша, несмотря на поражение у Мальты, сохранил расположение Сулеймана и звание капудан-паши. Он покорил Хиос, участвовал в покорении Кипра, занимался восстановлением османского флота после Лепанто. Умер он в 1578 году от болезни и похоронен в построенной Мимаром Синаном для него мечети. Улуч-Али остался бейлербеем Алжира, принимал участие в битве при Лепанто, где смог спасти от захвата или уничтожения и увести из боя в целости 87 галер. После Лепанто Улуч-Али стал капудан-пашой. Умер он в 1587 году и похоронен в мечети, построенной для него Синаном.

## Комментарии
1. ↑  Именно там и был после осады построен новый укреплённый город — Валлетта.
2. ↑  В письме к Приору Германии через месяц после окончания осады.
3. ↑  В письме Филиппу II дал оценку флота турок, который он заметил у Модона.
4. ↑  В письме Екатерине Медичи от 13 марта.
5. ↑   В письме, написанном Филиппу II через четыре дня после начала осады.
6. ↑  В одной из вылазок рыцарь Ла Ривьер был взят в плен. Мустафу интересовали слабые места в обороне острова, и Ла Ривьер назвал бастион Кастилии в Биргу, который был недавно существенно укреплён и почти неприступен[52]. Мустафа бросил на него большую часть своих сил. Когда Мустафа понял, что его обманули, он велел привести Ла Ривьера и палача. В течение следующих нескольких часов пытки все кости рыцаря были сломаны. Он умер только к утру от внутреннего кровотечения[26].
7. ↑  Мустафа поблагодарил водолаза, но заверил его, что в случае обмана его будет ждать судьба Ла Ривьеры, которого пытали до смерти. Водолаз испугался, что Мустафа будет недоволен его советом, и сбежал в Мдину, где представился беглым рабом. Но вскоре его узнали, поймали на лжи и отдали толпе. Его привязали к хвосту лошади, а затем забили камнями до смерти[65].
8. ↑  Через 6 лет семья Ланфредуччи смогла собрать выкуп, и он вернулся из плена[73].
9. ↑  Версии этого рассказа содержат различные подробности: отрублены головы не у тел погибших, а у ещё живых пленников[77]; количество прибитых тел варьируется (наименьшее число — 4[78]); версии расходятся в том, было ли каждое тело прибито к отдельному кресту[79], или же был сооружён один большой крест[80]; также упоминался вырезанный на груди каждого рыцаря мальтийский крест[81] либо вырезанное сердце[82].
10. ↑  Калибр делился на небольшой и крупный по следующему принципу:  орудия «малого калибра»  стреляли ядрами менее 6 фунтов, орудия «крупного калибра» стреляли ядрами от 6 фунтов. Некоторые орудия могли стрелять ядрами 200 фунтов[87].
11. ↑  

Первое название, данное городу, было Скромнейшая[132]. Оригинальный текст (англ.)The first name given to it by the knights was Humblest.

В первые дни марта 1571 года было принято постановление об общем переезде; и в воскресенье 18 он осуществился. Публично было объявлено, что <...> Валетта — имя, которое будет использоваться  вместо Скромнейшая[133]. Оригинальный текст (англ.) On the early days of March, 1571, the general removal was decreed; and on Sunday, the 18th, it took place. Publicly did he declare that <...> Valetta— the name coming into use instead of Humblest.

Первое имя, данное новому городу и которым Ла Валлетта желал его назвать, было umilissima, скромнейшая, но это название вскоре было изменено на Валлетта в честь командира, под начальством которого он был начат[134].
Оригинальный текст (англ.)The first name given to the new city, and that which La Valette designed that it should be called, was umilissima, the humblest, but this appellation was soon changed to that of Valetta, after the chief under whose auspices it had been commenced.